# تحقيق (مخطوط)

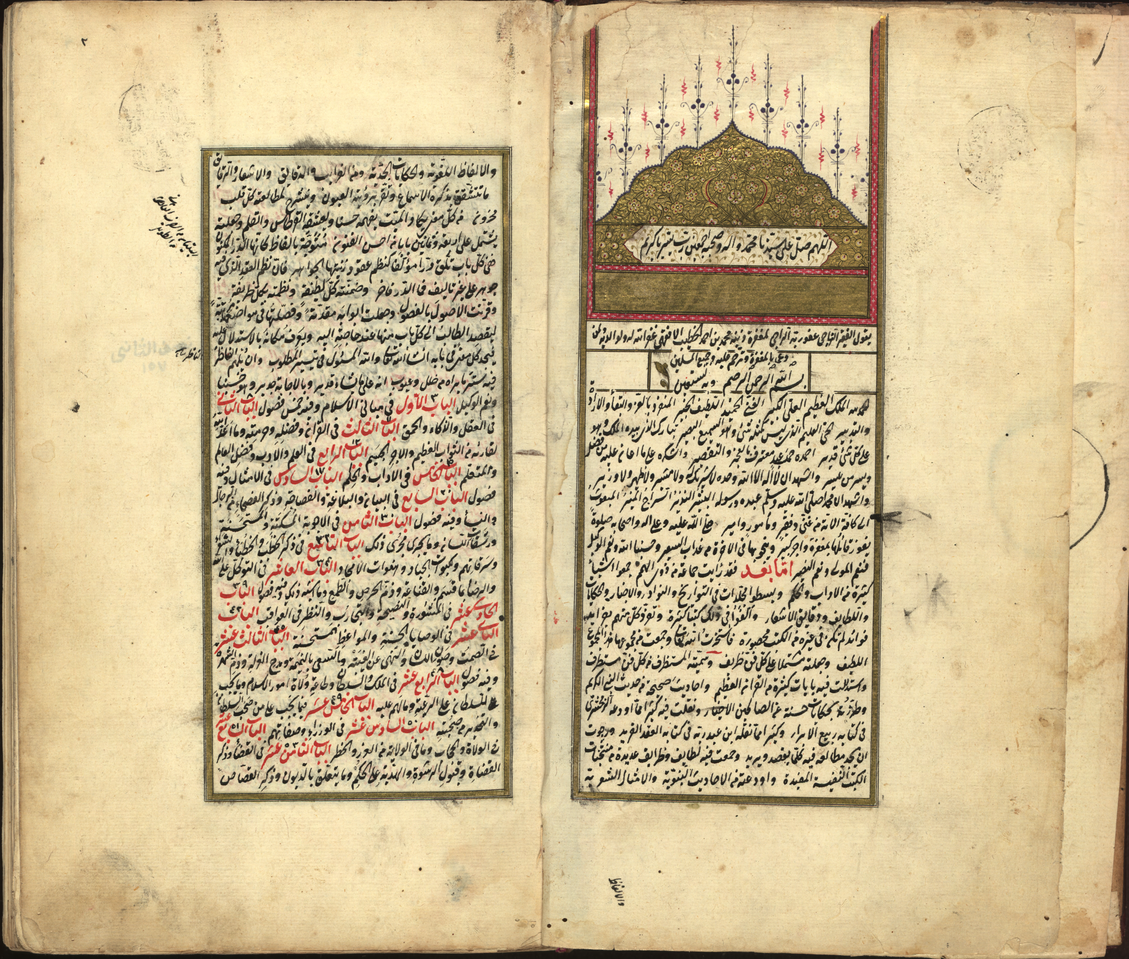
الصفحة الأولى من كتاب المستطرف في كل فن مستظرف

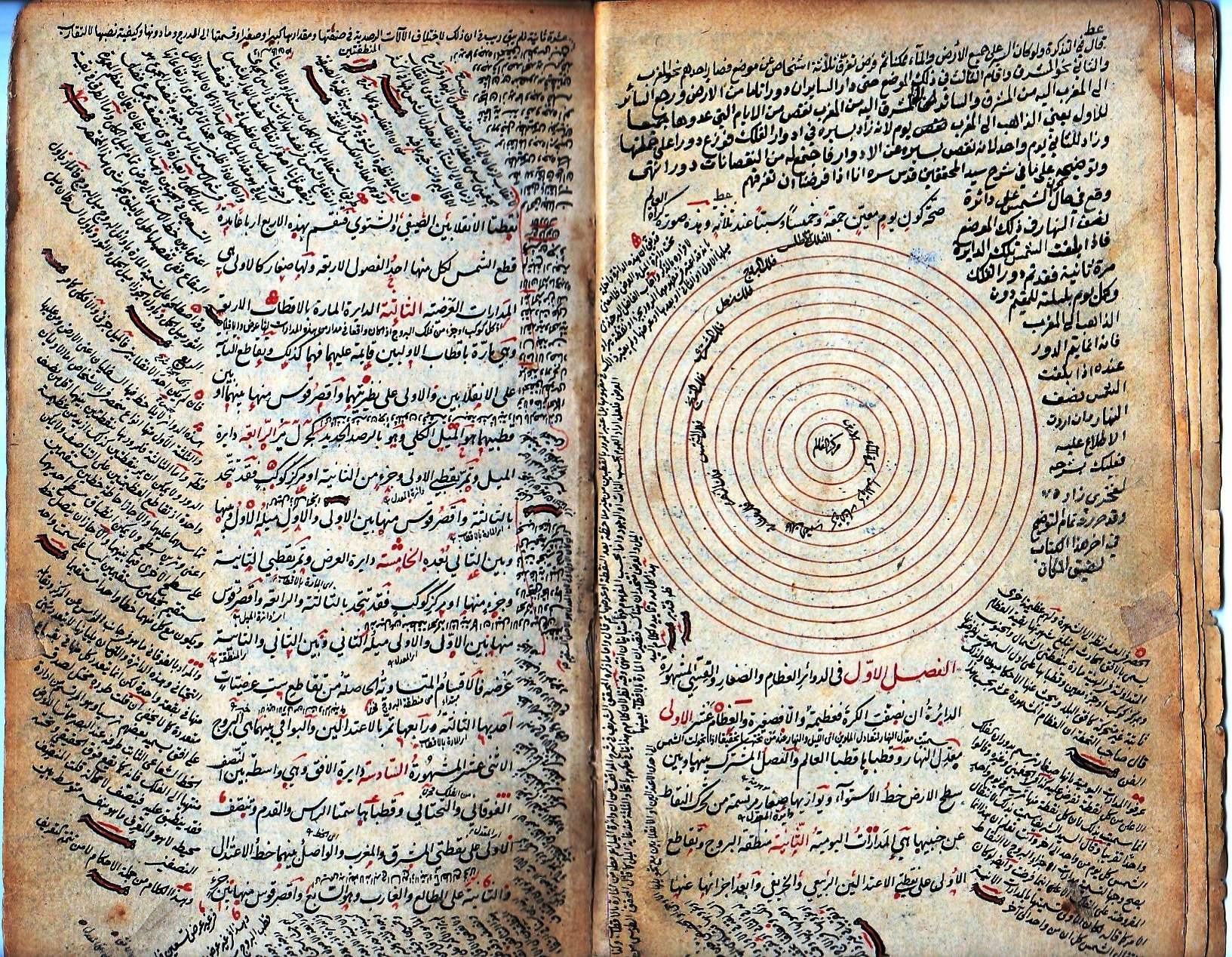
مخطوط عربي قديم

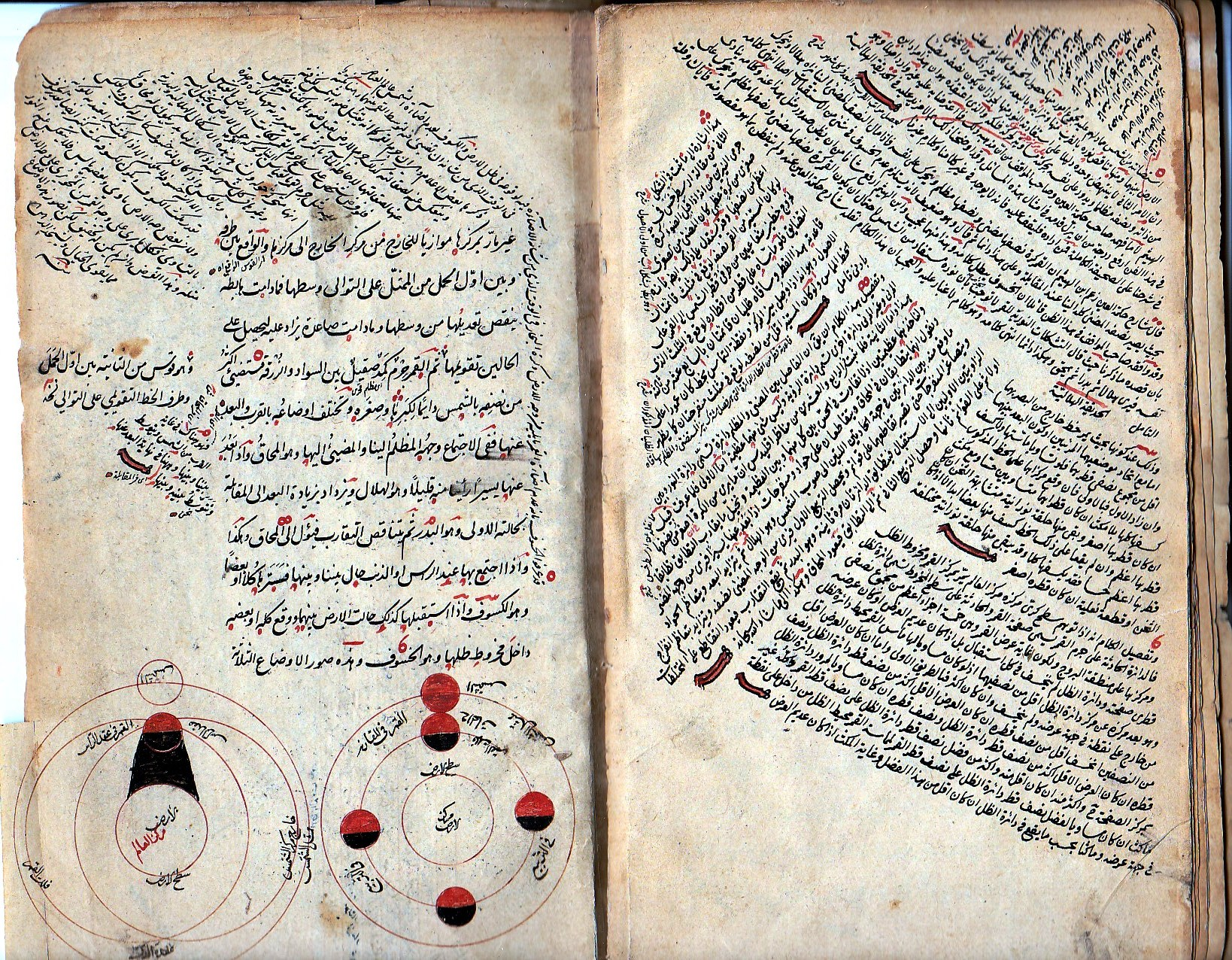
نموذج من مخطوط في علم الفلك

تحقيق المخطوط هو أسلوب علمي متبع لدى أهل العلم، ويطلق عليه ثقافة المخطوطات، والتحقيق في اللغة العربية هو مصدر للفعل حَقَّق، ولقد جاء في المعجم الوسيط: كلام مُحَقَّق أي بمعنى مُحْكَم الصنعة رصين، وحقّق الشيء والأمر أي أحكمه، وقال ابن الأعرابي: يقال: أحْققت الأمر إحقاقاً إذا أحكمته وصححته. وقال الزمخشري في أساس البلاغة: حقّقت الأمر وأحققته: كنت على يقين منه، وبذلك فالتحقيق في اللغة هو العلم بالشيء ومعرفة حقيقته على وجه اليقين. واصطلاحا يعرَّف تحقيق المخطوط بما يقوم به طالب العلم من إخراج نصوص المخطوطات القديمة في صورة صحيحة متقَنة، ضبطاً وتشكيلاً، وشرحاً وتعليقاً، وفق أصول متبَعة معروفة لدى الذين يتعاطون هذا العلم، وعرفه بعضهم بالقول هو علم بأصول إخراج النص المخطوط على الصورة التي أرادها صاحبها من حيث اللفظ والمعنى، فإن تعذّر هذا كانت عبارات النص على أقرب ما يمكن من ذلك.

## مؤهلات المحقق
لا يمكن أن يتصدر لمهمة التحقيق من هب وذب بل لابد من مؤهلات علمية في محقق المخطوطات العربية ومنها:

### المؤهلات العامة
1. أن يكون عارفًا باللُّغة العربية -ألفاظها وأساليبها- معرفةً وافية.
2. أن يكون ذا ثقافةٍ عامة.
3. أن يكون على عِلم بأنواع الخطوط العربية، وأطوارها التاريخية.
4. أن يكون على دراية كافية بالمراجع والمصادر العربية (ببليوغرافيا)، وفهارس الكتب العربية.
5. أن يكون عارفًا بقواعد تحقيق المخطوطات، وأصول نشر الكتب.

### المؤهلات الخاصة
على أن موضوع الكتاب المحقَّق يفترض على المحقِّق -بالإضافة إلى ما سلف- أن يكون متخصصًا به، عارفًا بأصوله، فمن أراد تحقيق مخطوطٍ في النحو، فعليه أن يكون نحْويًّا ذا دراية بتاريخ النحو والنحاة ومدارسهم، ومن أراد التحقيق في الرياضيات، فعليه أن يكون رياضيًّا ذا دراية بتاريخ العلوم عند العرب... وهكذا.